# Mistrz Paramentu z Narbonne
Mistrz Paramentu z Narbonny (Narbonne) – umowna nazwa artysty tworzącego na przełomie XIV i XV wieku we Francji, w stylu gotyku międzynarodowego, identyfikowanego z Jeanem d’Orléans.

## Geneza nazwy i pierwsze dzieła
Swoje określenie artysta zawdzięcza dziełu znanemu jako Parament z Narbonny. Jest to rysunek wykonany inkaustem en girsaille na tkaninie – białym adamaszkowym jedwabiu o długości niemal dwóch metrów i szerokości jednego metra. Rysunek ukazuje w głównym polu Pasję Chrystusa: Ukrzyżowanie (pośrodku), Pojmanie Chrystusa, Biczowanie i Niesienie Krzyża (po lewej), Opłakiwanie, Zstąpienie do otchłani i Noli me tangere (po prawej). Pomiędzy scenami znajdują się wizerunki pary monarszej i patronów. Obraz został wykonany w latach 1375–1378/1380.
Mistrzowi Paramentu z Narbonny przypisywana jest także powstała w latach 1360–1370 mitra biskupia zwana Infułą z Cluny, wykonana dla paryskiej Sainte-Chapelle. Mitra została wykonana z białego jedwabiu i ozdobiona malowidłami grisaille’owymi wykonanymi pędzlem i piórkiem, maczanymi w inkauście. Sceny umieszczone na głównych polach tarczowych (tituli) przedstawiają Zmartwychwstanie i Złożenie do grobu, na dolnej opasce u nasady infuły (circulum) znajdują się półfigury apostołów, a półpostacie aniołów i wizerunki Marii z Dzieciątkiem widoczne są na wstęgach (fanones).

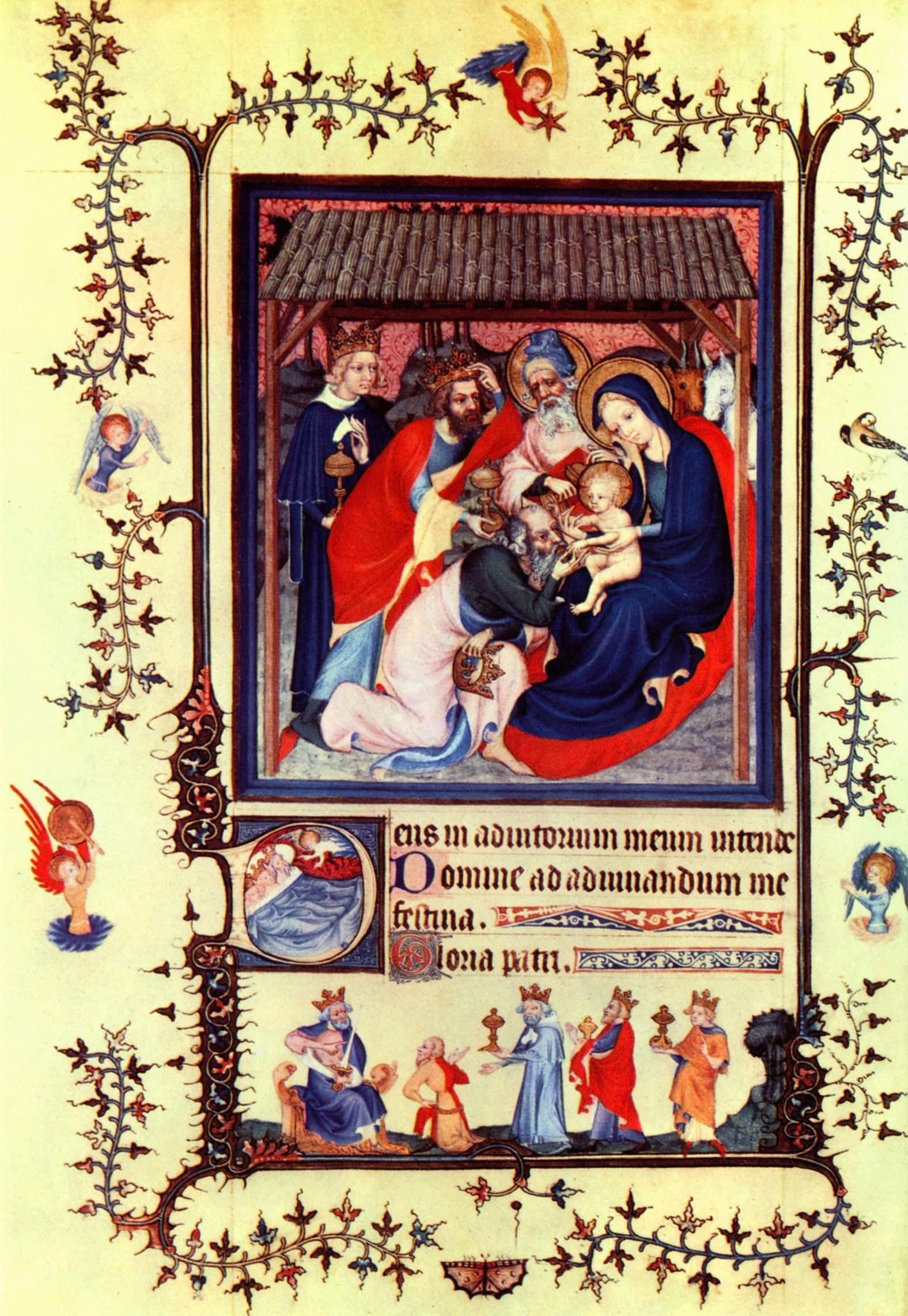
Pokłon Trzech Króli z Très Belles Heures de Notre-Dame przypisywany Mistrzowi Paramentu z Narbonne

## Identyfikacja i kolejne dzieła
Pierwotnie Mistrz Paramentu z Narbonny identyfikowany był z André Beauneveu, ostatecznie uznaje się, iż pod tą umowną nazwą kryje się francuski artysta Jean d’Orléans. Jean był synem Girarda d’Orléans, malarza nadwornego królów Filipa VI i Jana Dobrego. W źródłach wzmiankowany był w okresie od 1361 do 1407 roku. W tym czasie był malarzem królewskim u Jana Dobrego, Karola V i Karola VI. W roku 1364 w paryskiej rezydencji monarchy wykonał wizerunek wielkiego jelenia lub sarny, symbol królewskiej sprawiedliwości. W kolejnych latach spod jego ręki wyszły: tablica wykonana z drewna pochodzącego z rejonu bałtyckiego, krzesło tronowe (1365) oraz ornamentalne malowidła w sali audiencyjnej w Luwrze. W 1377 roku namalował dwie sceny na desce, którą perłami i szlachetnymi kolorami ozdobił złotnik królewski Hennequin du Vivier. Rok później ozdabiał obrazami komnaty Karola V w zamku Saint-Germain-en-Laye.
W 1369 roku Jean d’Orléans pracował dla księcia Jana de Berry. Był autorem tablicy z wizerunkiem księcia, przeznaczonej prawdopodobnie do kaplicy w Bourges, którą wykonał za kwotę stu złotych franków. Dla księcia, przy założeniu, iż jest tożsamy z Mistrzem Paramentu z Narbonny, Jean d’Orléans wykonał miniatury do kodeksu iluminowanego Très Belles Heures de Notre-Dame, odznaczające się jaskrawymi barwami.
W latach siedemdziesiątych i osiemdziesiątych XIV w. pracował dla Filipa Śmiałego, dla którego ozdobił łóżeczko dziecięce jego syna (1371). W roku 1383 za kwotę 50 franków dostarczył księciu dwa tonda: Chrystusa w grobie z aniołem go podtrzymującym (zwanego Pietą anielską) oraz Marię podtrzymywaną przez św. Jana, ze św. Krzysztofem i Barankiem Bożym na odwrocie. Francuski historyk Albert Châtelet z wiąże Jeanem d’Orléans także inne tondo, znane jako Wielka Pietà Okrągła, dostrzegając między tymi trzema obrazami podobieństwa stylistyczne. Tondo to, znajdujące się w zbiorach Luwru, powstało między 1361 a 1404 rokiem.
Od 1385 roku Jean d’Orléans pracował dla Karola VI, dla którego wykonywał obrazy tablicowe i freski oraz kunsztowne precjoza pół-złotnicze, prace dekoratorskie i renowacyjne. W 1390 roku za kwotę 200 franków wykonał kilka prac dla Karola VI: dwa wizerunki Marii; naprawę obrazu z Marią, świętym Dionizym, Ludwikiem Francuskim i Ludwikiem z Tuluzy; dwie tablice z Marią i św. Katarzyną oraz ze św. Janem Chrzcicielem i Jerzym. W 1392 roku Jean wykonał dla delfina, późniejszego Karola VII, obraz Zwiastowanie.
W 1407 roku Jean przekazał stanowisko malarza królewskiego swojemu synowi, François d’Orléans. Data jego śmierci nie jest znana, prawdopodobnie umarł nie wcześniej niż w 1416 roku. Niektórzy historycy przypisujący mu autorstwo fresków z przedstawieniem Tańca śmierci, znajdujących się na cmentarzu opactwa Innocents w Paryżu, automatycznie przesuwają datę jego śmierci na okres po roku 1425.